# Copelatus obscurus
Copelatus obscurus är en skalbaggsart som beskrevs av Sharp 1882. Copelatus obscurus ingår i släktet Copelatus och familjen dykare. Inga underarter finns listade i Catalogue of Life.